# Sabrina White
Sabrina White (* 24. Oktober 1972 in Landshut, bürgerlich Sabrina Gosselck-White) ist eine deutsch-amerikanische Komikerin, Fernseh- und Volksschauspielerin.

## Leben
Sabrina White absolvierte von 1995 bis 1998 eine Ausbildung bei David Esrig an dessen Athanor Akademie für Film und Theater in Burghausen. Ihre erste Rolle erhielt sie 1999 im Pilotfilm zur Serie Die Verbrechen des Professor Capellari. Sabrina White tritt als Volksschauspielerin regelmäßig im Komödienstadel und in Bernd Helfrichs Chiemgauer Volkstheater auf. Ihr Kinodebüt gab sie 2001 in Simon Verhoevens 100 Pro. Außerdem spielte sie in verschiedenen Comedy-Serien des Bayerischen Rundfunks, wie Kanal fatal und Grünwald Freitagscomedy. In der Reihe Die Komiker war sie festes Ensemblemitglied. Zudem war sie Teil des Ensembles der 2006 ausgestrahlten Sketch-Reihe Coconut Kiss. Gastrollen hatte sie unter anderem in Café Meineid, Die Rosenheim-Cops, Polizeiruf 110, Kommissar Rex, Forsthaus Falkenau, Dahoam is Dahoam und im Komödienstadel und beim Chiemgauer Volkstheater.
Sabrina White ist die jüngere Schwester der 1989 an einer Gehirnblutung verstorbenen Schauspielerin Sandra White. Durch ihren Vater besitzt sie, neben der deutschen, auch die amerikanische Staatsbürgerschaft. Verheiratet und in Euskirchen lebend, ist sie, wie ihr Ehemann Rüdiger Gosselck, nebenberuflich als Transformations-Coach nach Robert Betz tätig.

## Filmografie (Auswahl)
- 1996: Das Superweib
- 1998: Supersignale (Fernsehfilm)
- 1998–2002: Chiemgauer Volkstheater (4 Folgen)
- 1998: Todfeinde – Die falsche Entscheidung (Fernsehfilm)
- 1999: Die Verbrechen des Professor Capellari (Fernsehserie, eine Folge)
- 1999: Der blaue Heinrich (Fernsehfilm)
- 1999: Verliebt in eine Unbekannte (Fernsehfilm)
- 2000: Marlene
- 2000: Nikola (Fernsehserie, 1 Folge)
- 2000: Nesthocker – Familie zu verschenken (Fernsehserie, 1 Folge)
- 2000: Zwei vom Blitz getroffen (Fernsehfilm)
- 2000: Ich kaufe mir einen Mann (Fernsehfilm)
- 2001: Doppelter Einsatz (Fernsehserie, 1 Folge)
- 2001: Jenseits (Fernsehfilm)
- 2001: Reise des Herzens (Fernsehfilm)
- 2001: Heute Nacht geht was: 100 pro
- 2001: Anwalt des Herzens (Fernsehfilm)
- 2002: Franz und Anna (Fernsehfilm)
- 2002: Tauerngold
- 2002: Vollweib sucht Halbtagsmann (Fernsehfilm)
- 2002–2003: Café Meineid (Fernsehserie, 2 Folgen)
- 2003–2013: Forsthaus Falkenau (Fernsehserie, 16 Folgen)
- 2003: Geschichten aus dem Nachbarhaus: Pauline & Co.
- 2003: Der Komödienstadel – Das Attenhamer Christkindl
- 2003: Jennerwein (Fernsehfilm)
- 2003: Ein Vater für Klette (Fernsehfilm)
- 2003: Kommissar Rex (Fernsehserie, 1 Folge)
- 2003: Tauerngold (Fernsehfilm)
- 2003: Mein Leben & Ich (Fernsehserie, 1 Folge)
- 2003: Polizeiruf 110: Tiefe Wunden
- 2004: Ina & Leo (Fernsehserie, 1 Folge)
- 2004: Der Komödienstadel – Der Prinzregentenhirsch
- 2005: Der Komödienstadel – Amerikaner mit Zuckerguss
- 2005: Der Komödienstadel – Der weibscheue Hof
- 2005: Der Komödienstadel – Kuckuckskind
- 2005: In einem anderen Leben (Fernsehfilm)
- 2005: Vier Frauen und ein Todesfall (Fernsehserie, 1 Folge)
- 2005: 11er Haus (Fernsehserie, 3 Folgen)
- 2005: Unsolved (Fernsehserie, 1 Folge)
- 2005: Der Elefant – Mord verjährt nie (Fernsehserie, 1 Folge)
- 2005–2008: Fünf Sterne (Fernsehserie, 27 Folgen)
- 2005–2021: Die Rosenheim-Cops (Fernsehserie, 6 Folgen)
- 2006: Balko (Fernsehserie, 1 Folge)
- 2006: Der Judas von Tirol (Fernsehfilm)
- 2006: Liebe, Babys und ein großes Herz (Filmreihe)
- 2006: Goldene Zeiten
- 2006–2008: SOKO Kitzbühel (Fernsehserie, 2 Folgen)
- 2007: Der Komödienstadel – Links Rechts Gradaus
- 2007: Alarm für Cobra 11 – Die Autobahnpolizei (Fernsehserie, 1 Folge)
- 2007: Vorne ist verdammt weit weg
- 2007: Der Komödienstadel – Der magische Anton
- 2007: Der Komödienstadel – Das Cäcilienwunder
- 2007: Liebe auf den dritten Blick
- 2008: Liebe, Babys und ein großes Herz – Das Versprechen (Filmreihe)
- 2008: Der Komödienstadel – G’suacht und G’fundn
- 2009: Pastewka (Fernsehserie, Staffel 4, Folge 4)
- 2009: Der Komödienstadel – Der letzte Bär von Bayern
- 2010–2012: SOKO 5113 (Fernsehserie, 2 Folgen)
- 2011: Der Komödienstadel – Die Provinzdiva
- 2011: Smooth Operators (Fernsehserie, 5 Folgen)
- 2011: Der Komödienstadel – Herz ist Gold
- 2011: Schlawiner (Fernsehserie, 5 Folgen)
- 2011: SOKO Stuttgart (Fernsehserie, 1 Folge)
- 2012: Online – meine Tochter in Gefahr
- 2012: Der letzte Bulle (Fernsehserie, 1 Folge)
- 2012: Inga Lindström (Fernsehserie, 1 Folge)
- 2012: Reichsgründung/Die nervöse Großmacht (Fernsehfilm)
- 2012: Katie Fforde: Sprung ins Glück
- 2012–2022: Grünwald Freitagscomedy
- 2013: Nichts mehr wie vorher
- 2013: Die Speckners (Fernsehserie, 1 Folge)
- 2013: Notruf Hafenkante (Fernsehserie, Folge La Paloma)
- 2013: Hubert und Staller (Fernsehserie, Folge Viel Rauch um Nichts)
- 2013: Nichts mehr wie vorher (Fernsehfilm)
- 2013: Wilsberg: Gegen den Strom (Fernsehserie, 1 Folge)
- 2014: Im Schleudergang (Fernsehserie, 3 Folgen)
- 2016: Einsatz in Köln – Die Kommissare (Fernsehserie, 16 Folgen)
- 2017: Tegernseer Volkstheater (1 Folge)
- 2017: Einstein (Fernsehserie, 1 Folge)